# Energetický a průmyslový holding
Energetický a průmyslový holding – czeska spółka akcyjna założona w 2009 roku przez Daniela Křetínskýego, konglomerat obejmujący kilkadziesiąt firm w Europie Środkowej. Główne segmenty działalności holdingu to gazownictwo, ciepłownictwo, wydobycie węgla, produkcja, dystrybucja i sprzedaż energii elektrycznej, OZE, logistyka i handel węglem. Głównymi akcjonariuszami były fundusz inwestycyjny PPF (44,44%), słowacka spółka J&T (37,04%) i Daniel Křetínský (18,52%). W 2013 PPF sprzedał swoje udziały Danielowi Křetínskýemu i Patrikowi Tkáčowi, którzy kontrolują po 37% udziałów w holdingu.
Spółka jest właścicielem zakładów: PG Silesia, MIBRAG, Elektrownia Opatovice nad Labem, United Energy, Plzeňská energetika, Pražská teplárenská (48,67% akcji bezpośrednio), První energetická, EP Renewables, Saale Energie (41,9% udziału), Elektrizace železnic Praha, První brněnská strojírna, SOR Libchavy. W listopadzie 2014 zakupiono elektrownię węglową w Eggborough a w styczniu 2015 od niemieckiego koncernu E.ON kupiono sześć włoskich elektrowni gazowych i jedną węglową na Sardynii